# Chylkiwka
Chylkiwka (ukr. Хильківка) – wieś na Ukrainie, w obwodzie połtawskim, w rejonie łubieńskim, w hromadzie Chorol. W 2001 liczyła 658 mieszkańców.